# 6 Batalion Straży Granicznej
6 Batalion Straży Granicznej – jednostka organizacyjna Straży Granicznej w II Rzeczypospolitej.

## Formowanie i zmiany organizacyjne
Wykonując postanowienia uchwały Rady Ministrów z 23 maja 1922 roku, Minister Spraw Wewnętrznych rozkazem z 9 listopada 1922 roku zmienił nazwę „Bataliony Celne” na „Straż Graniczną”. Wprowadził jednocześnie w formacji nową organizację wewnętrzną. 6 batalion celny przemianowany został na 6 batalion Straży Granicznej.
6 batalion Straży Granicznej funkcjonował w strukturze Komendy Powiatowej Straży Granicznej w Krzemieńcu, a jego dowództwo stacjonowało w Dederkałach. W skład batalionu wchodziły cztery kompanie strzeleckie oraz jedna kompania karabinów maszynowych w liczbie 3 plutonów po 2 karabiny maszynowe na pluton. Dowódca batalionu posiadał uprawnienia dyscyplinarne dowódcy pułku. Cały skład osobowy batalionu obejmował etatowo 614 żołnierzy, w tym 14 oficerów.
W 1923 roku batalion przekazał swój odcinek oddziałom Policji Państwowej i został rozwiązany.

## Służba graniczna
Wykonując rozkaz Głównej Komendy Straży Granicznej L.dz.6917/tj./org. z 11 września 1922, w dniu 29 września komenda 6 batalionu SG przybyła Sanoka do Dederkał.
Zgodnie z wnioskiem Wojewody Wołyńskiego, główny komendant SG płk Rożan nakazał dowódcy 36 batalionu SG obsadzić odcinek granicy państwowej od wsi Zakoty wyłącznie do m. Michałówka włącznie. Komendę batalionu rozmieścić w Dederkałach.
Sąsiednie bataliony
- 36 batalion Straży Granicznej ⇔ 26 batalion Straży Granicznej − X 1922[8]
- 35 batalion Straży Granicznej ⇔ 25 batalion Straży Granicznej − I 1923[9]

## Kadra batalionu
Dowódcy batalionu
| stopień | imię i nazwisko | okres pełnienia służby | kolejne stanowisko   |
| ------- | --------------- | ---------------------- | -------------------- |
| kpt.    | Karol Stadler   | IX 1922 – był XII 1922 | w Policji Państwowej |

## Struktura organizacyjna
| Ordre de Bataille 6 batalionu Straży Granicznej w Dederkałach w październiku 1922 | Ordre de Bataille 6 batalionu Straży Granicznej w Dederkałach w październiku 1922 | Ordre de Bataille 6 batalionu Straży Granicznej w Dederkałach w październiku 1922 | Ordre de Bataille 6 batalionu Straży Granicznej w Dederkałach w październiku 1922 | Ordre de Bataille 6 batalionu Straży Granicznej w Dederkałach w październiku 1922 |
| --------------------------------------------------------------------------------- | --------------------------------------------------------------------------------- | --------------------------------------------------------------------------------- | --------------------------------------------------------------------------------- | --------------------------------------------------------------------------------- |
| kompanie                                                                          | 1. Dederkały                                                                      | 2. Białozówka                                                                     | 3. Dederkały                                                                      | 4. Dederkały                                                                      |
| dowódcy                                                                           | por. Emil Dąbrowski                                                               | por. Emanuel Kożusznik                                                            | kpt. Józef Czyżewski                                                              | por. Marian Niedźwiecki                                                           |
|                                                                                   |                                                                                   |                                                                                   |                                                                                   |                                                                                   |
| placówki                                                                          | Futor Brzeziny (0/11)                                                             | Leśniczówka I (0/14)                                                              | Radoszówka (0/24)                                                                 | „rezerwa”                                                                         |
| placówki                                                                          | Futor Sadki (0/1/21)                                                              | Stara Hala (0/18)                                                                 | Radoszówka (0/19)                                                                 | „rezerwa”                                                                         |
| placówki                                                                          | Sadki (0/24)                                                                      | Bołożówka (0/12)                                                                  | Szkrobotówka (0/33)                                                               | „rezerwa”                                                                         |
| placówki                                                                          | Folwark Konowice (0/24)                                                           | Leśniczówka II (0/25)                                                             | Mogiła (0/21)                                                                     | „rezerwa”                                                                         |
| placówki                                                                          | Groble (1/20)                                                                     |                                                                                   |                                                                                   | „rezerwa”                                                                         |
| Ordre de Bataille 6 batalionu Straży Granicznej w Dederkałach w listopadzie 1922  |                                                                                   |                                                                                   |                                                                                   |                                                                                   |
| kompanie                                                                          | 1. Dederkały                                                                      | 2. Białozówka                                                                     | 3. Radoszówka                                                                     | 4. Dederkały                                                                      |
| dowódcy                                                                           | por. Emil Dąbrowski                                                               | por. Emanuel Kożusznik                                                            | kpt. Józef Czyżewski                                                              | por. Marian Niedźwiecki                                                           |
|                                                                                   |                                                                                   |                                                                                   |                                                                                   |                                                                                   |
| placówki                                                                          | Brzeziny (0/14)                                                                   | Białozówka (0/19)                                                                 | Radoszówka (0/25)                                                                 | „rezerwa”                                                                         |
| placówki                                                                          | Futor Sadki (0/20)                                                                | Leśniczówka I (0/15)                                                              | Radoszówka (0/19)                                                                 | „rezerwa”                                                                         |
| placówki                                                                          | Sadki (0/1/21)                                                                    | Stara Hala (0/19)                                                                 | Szkrobotówka (0/32)                                                               | „rezerwa”                                                                         |
| placówki                                                                          | Konowica (0/21)                                                                   | Leśniczówka II (0/25)                                                             | Mogiła (0/21)                                                                     | „rezerwa”                                                                         |
| placówki                                                                          | Chodaki.Groble (1/20)                                                             |                                                                                   |                                                                                   | „rezerwa”                                                                         |
| Ordre de Bataille 6 batalionu Straży Granicznej w Dederkałach w styczniu 1923     |                                                                                   |                                                                                   |                                                                                   |                                                                                   |
| kompanie                                                                          | 4. Białozówka                                                                     | 1. Potutorów                                                                      | 2. Dederkały                                                                      | 3. Radoszówka                                                                     |
| placówki                                                                          | Chodaki                                                                           | Konowicki                                                                         | „rezerwa”                                                                         | fut. Mocioła                                                                      |
| placówki                                                                          | Leśniczówka II                                                                    | Sadki                                                                             | „rezerwa”                                                                         | Szkrobotówka                                                                      |
| placówki                                                                          | Białozówka                                                                        | fut. Sadki                                                                        | „rezerwa”                                                                         | Radoszówka I                                                                      |
| placówki                                                                          | Stare Hale                                                                        | fut. Brzezina                                                                     | „rezerwa”                                                                         | Radoszówka II                                                                     |
| placówki                                                                          | Leśniczówka I                                                                     |                                                                                   | „rezerwa”                                                                         |                                                                                   |